# 甲州勝沼之戰
甲州勝沼之戰是日本戊辰戰爭中的一場戰役，發生於1868年3月29日（慶應四年三月六日），戰場在甲斐國山梨郡勝沼（現山梨縣甲州市勝沼町），交戰雙方為明治新政府軍・板垣退助和甲陽鎮撫隊（新選組）為主的舊幕府軍。結果甲陽鎮撫隊全隊壞滅，退到八王子後解散。板垣退助大勝利而進軍東征。

## 板垣復姓

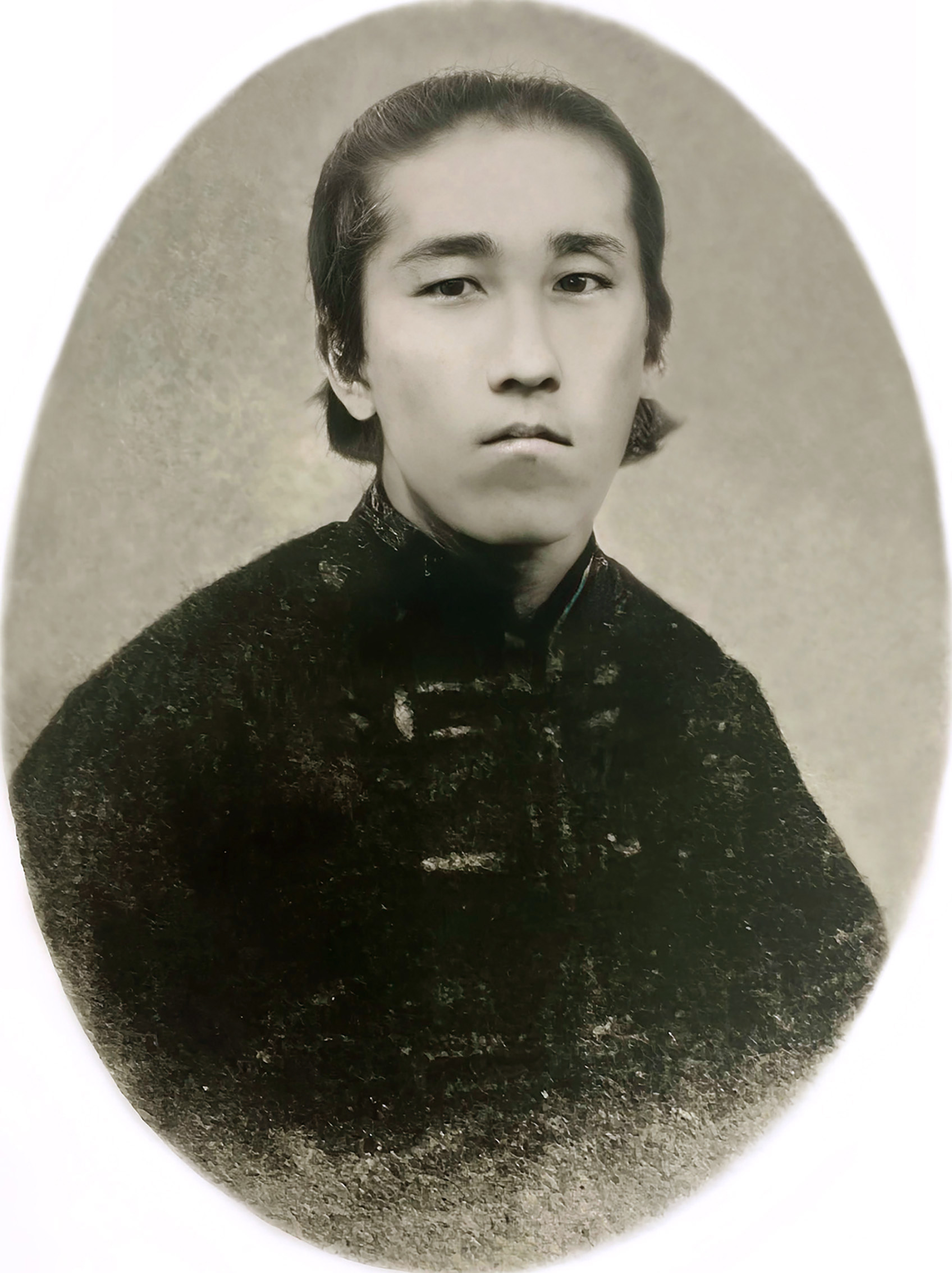
1870年的板垣退助

板垣退助、旧姓乾氏。退助的12世前太祖・板垣信方。是武田信玄的傅役。著名武將。進軍至於甲府、是退助祖先的貫郷。因戻祖先的姓板垣氏。決戦於近藤勇而得大勝利。